# Sturfan Abnol
Sturfan Abnol – postać literacka występująca w powieści Stanisława Ignacego Witkiewicza Nienasycenie, ponadto postać w ekranizacji tej powieści.
Bohater ten to pisarz, autor powieści, który ma w pogardzie publiczność. Jest wyznawcą sztuki metafizycznej i wierzy w jej terapeutyczną rolę. W jego przekonaniu tworzenie pozwala pozbyć się autorowi dzieła wszelkiego skażenia, toksyczności, destrukcji. Jest wrogiem literatury narodowej i patriotycznej. Wypowiada się często w sposób cięty, ostry.
Prowadzi hulaszczy tryb życia. Lubi upijać się aż do nieprzytomności.
Ważna wypowiedź: Krytycy to banda pasożytów zamierającej sztuki.
W ekranizacji Nienasycenia w reżyserii Wiktora Grodeckiego rolę Sturfana Abnola zagrał Arkadiusz Jakubik.